# الحرب المجرية السلوفاكية
الحرب المجرية السلوفاكية تعرف في المجر وسلوفاكيا باسم الحرب الصغيرة (بالمجرية:Kis háború، بالسلوفاكية:Malá vojna) هي حرب حدودية نشبت في شرق سلوفاكيا بين المملكة المجرية والجمهورية السلوفاكية الأولى في 23 مارس - 31 مارس 1939، انتهت الحرب بانتصار المجر وضمها لقطاع حدودي بمساحة 1,697 كيلومترا مربعا يسكنه 69,930 نسمة.

## الخلفية التاريخية

(1) أكتوبر 1938 ألمانيا تضم إقليم السوديت.
(2) أكتوبر 1938 بولندا تضم منطقة زاولزي.
(3) نوفمبر 1938 المجر تضم الثلث الجنوبي من سلوفاكيا
(4)مارس 1939 المجر تضم أوكرانيا الكارباتية.
(5) مارس 1939 ألمانيا تحتل الأراضي التشيكية.
(6)
استقلال سلوفاكيا.

فقدت المجر 72% من أراضيها بعد هزيمتها في الحرب العالمية الأولى ورسم المنتصرون في الحرب الحدود بين المجر وجيرانها الجدد في معاهدة تريانون عام 1920، وتسببت المعاهدة في فصل 3 ملايين مجري عن موطنهم. كما أنها وضعت قيودا على الجيش المجري وفي المقابل تأسس عام 1921 تحالف عسكري من يوغسلافيا وتشيكوسلوفاكيا ورومانيا موجه ضد المملكة المجرية. وبقيت الحدود ثابتة حتى نهاية الثلاثينيات حينما استطاعت المجر بمساعدة ألمانيا وإيطاليا في تعديل حدودها مع جيرانها تشيكوسلوفاكيا ورومانيا ويوغسلافيا. ثم انضمت إلى تحالف دول المحور.
في عام 1938 بدأت عملية تقسيم تشيكوسلوفاكيا حيث أجبرت تشيكوسلوفاكيا على التنازل عن إقليم السوديت لصالح ألمانيا بموجب معاهدة ميونخ الموقعة في 30 سبتمبر 1938 وكانت مساحة الإقليم تبلغ 28,500 كم² وتضم أغلب المراكز الصناعية والعسكرية والدفاعات الطبيعية في تشيكوسلوفاكيا ويقطن الإقليم 3.6 مليون نسمة منهم 2.8 مليون من الألمان. وفي 1 أكتوبر 1938 قامت بولندا بضم منطقة زاولزي والتي تبلغ مساحتها 801.5 كم² ويقطنها 227 ألف نسمة ربعهم من البولنديين.
وقد أدت هذه الأحداث إلى اضعاف الحكومة المركزية في تشيكوسلوفاكيا وقامت كل من سلوفاكيا وأوكرانيا الكارباتية باعلان الحكم الذاتي ضمن جمهورية تشيكوسلوفاكيا وهو الأمر الذي وافقت عليه براغ.
ولم يمض شهر على معاهدة ميونخ حتى أجبرت تشيكوسلوفاكيا بضغط ألماني-إيطالي على التنازل عن 11,927 كم² من أراضيها الجنوبية التي يقطنها غالبية مجرية لصالح المملكة المجرية بموجب منحة فيينا الأولى 2 نوفمبر 1938.
وفي 14 مارس 1938 أعلنت سلوفاكيا استقلالها عن تشيكوسلوفاكيا ليعلن هتلر في اليوم التالي (15 مارس) أن الاضطرابات في تشيكوسلوفاكيا تهدد آمن ألمانيا لتغزو القوات الألمانية التشيك التي لم تبد قواتها أي مقامة فعلية ثم لتصبح الأراضي التشيكية محمية ألمانية. أما سلوفاكيا فقد أعترفت المجر باستقلالها، أما أوكرانيا الكارباتية التي أعلنت استقلالها في 15 مارس فقد قامت المجر بغزوها في اليوم التالي (16 مارس).
بعد ضم أوكرانيا الكارباتية إلى المجر أبلغ وزير الخارجية المجري في 17 مارس من الألمان أن المجر تريد مناقشة الحدود الشرقية مع سلوفاكيا تحت حجة أن هذه الحدود كانت حدودا إدارية داخلية ضمن الجمهورية التشيكوسلوفاكية ولم تكن حدودا دولية معترف وقد أرفق خارطة للحدود المقترحة. واستندت المطالب المجرية على إحصاء عام 1910 الذي يظهر أن المجريين والروثينيين هم من كانوا يشكلون غالبية السكان في شمال شرق سلوفاكيا لا السلوفاك. وافقت برلين على الرؤية المجرية للحدود وأبلغت السلوفاك ذلك. وقام المجريون بمهاجمة شرق سلوفاكيا.

## موازين القوى

### المجر
حشدت المجر الفيلق السابع لمهاجمة سلوفاكيا بقيادة اللواء أندراس ليتاي.

### سلوفاكيا
تألفت القوات السلوفاكية المكلفة بحماية الحدود الشرقية من الفيلق السادس وهو التشكيل الذي ورثته سلوفاكيا من الجيش التشيكوسلوفاكي. ضم الفيلق السادس 3 فرق مشاة، منها الفرقة 12 والمتمركزة في أوكرانيا الكارباتية وقد خاضت الفرقة خلال الغزو المجري للإقليم 15-18 مارس قتالا تراجعيا إلى سلوفاكيا حيث تفككت عمليا بعد أن عاد الجنود التشيك إلى وطنهم. أما باقي تشكيلات الفيلق السادس فتألفت من الفرقة 11 والفرقة 17 ومركزهما سلوفاكيا. إلا أن هذه الفرق عانت من نقص نتيجة عودة الضباط والأفراد التشيك إلى تشيكيا. لذا عبئت هذه الوحدات بقوات الاحتياط من السلوفاك.